# Taeniopteryx metequi
Taeniopteryx metequi — вид веснянок родини Taeniopterygidae. Цей вид мешкає у річках Північної Америки на сході США та на південному сході Канади.